# Gamanrad
Gamanrad/= rodin narod/, jedno od ranih irskih plemena koje je živjelo na području Connachta na poluotoku Donnan  (danas Mayo) u grofoviji Mayo. Njihov je glavni grad bio Cruachan a najpoznatiji vladar Ailill ili Oilioll Finn.